# Saint-Victor-Montvianeix
Saint-Victor-Montvianeix település Franciaországban, Puy-de-Dôme megyében. Lakosainak száma 264 fő (2022. január 1.). Saint-Victor-Montvianeix La Guillermie, Lavoine, Châteldon, Lachaux, Palladuc, Paslières, Puy-Guillaume és Saint-Rémy-sur-Durolle községekkel határos.

## Népesség
A település népessége az elmúlt években az alábbi módon változott:
| Lakosok száma | 239  | 245  | 253  | 249  | 250  | 250  | 255  | 259  | 264  |
|               | 2013 | 2015 | 2016 | 2017 | 2018 | 2019 | 2020 | 2021 | 2022 |